# Hunald II
Hunald II fou duc d'Aquitània. La seva figura està envoltada de misteri. Es creia que a la mort de Waifré el seu pare Hunald I que s'havia tancat en un monestir el 745, va agafar les armes per recuperar el poder, però això és difícil d'acceptar, ja que Hunald I hauria tingut prop de 90 anys en aquest temps. El més probable és doncs que Hunald (II) fos un fill de Waifré.
Hunald va reunir els seus partidaris durant l'hivern del 768 al 769 i es va fer proclamar duc d'Aquitània; hauria gaudit d'un notable suport popular. Carles I, que estava a Nèustria, assabentat de la rebel·lió, va passar el Loire amb les seves tropes després de la Pasqua del 769 i va cridar a Carloman I perquè es reunís amb ell amb les seves forces. Carloman s'hi va reunir unes setmanes després al Poitou a un lloc anomenat "Duas dives" però quasi des del primer dia van esclatar conflictes entre ambdós, fins al punt que es van enfrontar físicament i finalment Carloman va marxar altres cop cap als seus dominis sense voler ajudar al seu germà.
Carles no va renunciar i va seguir la seva marxa. Va anar a Angulema on l'exèrcit es va proveir dels elements que calculava que necessitaria i va iniciar la persecució d'Hunald II. Aquest, amb forces reduïdes, va haver de travessar el riu Garona i amb els seus parents va demanar asil al duc Llop II que era el seu oncle valencià. Al seu darrere Carles va arribar a la riba del Dordonya no lluny de la desembocadura d'aquest riu a la Garona, i allí es va aturar. Va enviar una ambaixada al duc Llop per recordar-li el seu jurament de fidelitat i comminar-lo a entregar a Hunald, sota pena en cas de refús, d'entrar al seu ducat i assolar-lo i de destituir-lo. Llop, que per llaços de sang havia donat asil a Hunald, sentint-se realment amenaçat, i sense capacitat de resistir a les forces reials, va decidir sotmetre's al rei. Acompanyat dels ambaixadors se'n va anar al campament de Carles i li va entregar a Hunold II i la seva família, i li va renovar el jurament de fidelitat.
La sort immediata d'Hunald II no es coneix, però no fou executat. Se sap que Carlemany va fer construir el castell de Fronsac a la riba dreta del Dordonya, per evitar noves revoltes, i va retornar a França. Es creu que Hunald fou enviat a un monestir on es va fer monjo, però vers el 771 hauria demanat poder anar a Roma per acabar allí els seus dies, i Carles I el va autoritzar. A Roma no hi va restar gaire temps i es va dirigir al regne dels llombards amb el rei Desideri enfrontat a Carles I de França el futur Carlemany i proclamat defensor dels drets dels fills de Carloman (el germà de Carles I que havia mort el 771). Desideri va demanar al papa Adrià I de coronar-lo però l'Església estava totalment entregada als carolingis i va refusar. Desideri va declarar la guerra al Papa i aquest va demanar la protecció de Carlemany que el 773 li va concedir. El 774 l'exèrcit franc va obligar a Desideri a tancar-se a Pavia, la seva capital. Hunold II estava entre els nobles que acompanyaven al rei llombard. Carlemany va dividir el seu exèrcit en dues parts, una que va sotmetre Llombardia i una altra que va mantenir el setge de Pavia. Després de sotmetre el territori Carlemany va tornar passada Pasqua a Pavia i va accelerar les tasques del setge que va durar sis mesos i hauria durat més si no hagués esclatat una epidèmia que va matar molts habitants i defensors. La població es volia rendir però Hunald, un dels principals caps, s'hi oposava; en un moment donat el poble partidari de la rendició el va apedregar i va morir dels cops de pedra. Després de la conquesta de Pavia Carlemany va agafar el títol de rei dels llombards.